# إيالة تونس
ابتدأت سيطرة الدولة العثمانية منذ عام 1574 حيث كان آخر عام لحكم الحفصيين تحولت بعدها أفريقيا الشمالية إلى ولاية من ولايات الدولة العثمانية. ومنذ عام 1590 بدأ العثمانيون يحكمون تونس بواسطة «الداي» وبعده «الباي» حكم الداي من 1598 إلى 1630 والباي من 1631 إلى 1702. وبعد ثلاث سنوات سيطر الباي حسين على السلطة، وأسس أسرة مالكة عرفت بالأسرة الحسينية التي ظلت تتوارث السلطة حتى الغاء النظام الملكي وإعلان تونس دولة جمهورية في عام 1957.
ولقد تميزت هذه الفترة بصراعٍ خفي في السلطة بين القوى التونسية المحلية والقوى العثمانية وبمجيء الباي حسين حاول كسب نوع من الاستقلال الذاتي فزاد من عدد الموظفين ودعم اللغة العربية ورجال الدين، وأهم ما يميز هذه الأسرة الحسينية في القرن التاسع عشر موجة الإصلاحات الكبيرة التي حدثت في حقول الإدارة والجيش وغيرها، وذلك في عهد أحمد باشا باي (1837 ـ 1855) الذي شيد قصر باردو التاريخي الشهير. وكان من أهم رموز التغيير والإصلاح خير الدين التونسي المتحدر من أصول شركسية ، بالإضافة إلى ما عرف بالعصر الذهبي في عهد حمودة باشا الحسيني (1759 ـ 1814) الذي اتسم بحسه الوطني وتحديه للعثمانيين عبر وضع حد للنفوذ دايات الجزائر على تونس الذي كان لديهم الولاء المطلق للباب العالي وتم ترسيم الحدود بينهم سنة 1618 وإعادة طرابلس إلى نفوذ المملكة التونسية وبذلك إعادة هيبة تونس كقوة لا يستهان بها.

## الخلفية

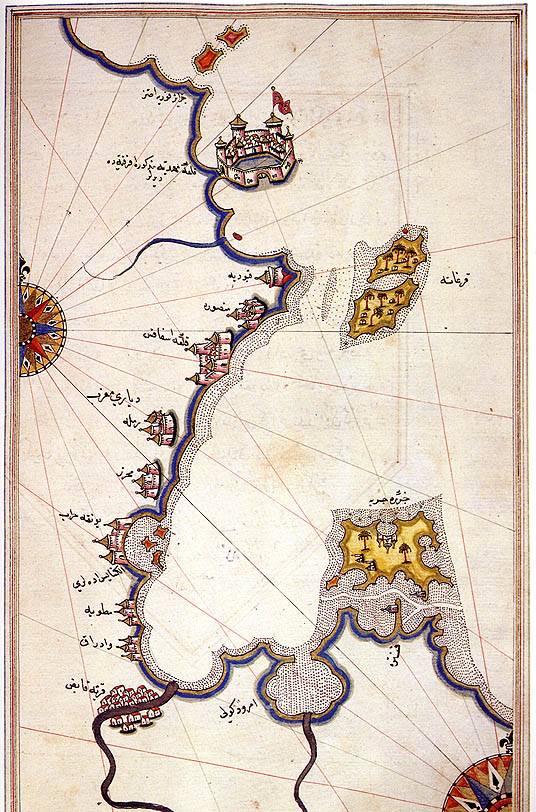
خريطة تاريخية لجزيرة جربة والساحل التونسي رسمها بيري رئيس حوالي عام 1521 م

منذ هزيمة معركة بروزة عام 1538 م ضد الأسطول العثماني بقيادة خير الدين بربروس والبعثة الخائبة على الجزائر التي قادها الإمبراطور شارل الخامس عام 1541 م، شعرت القوى البحرية الأوروبية الكبرى في البحر الأبيض المتوسط، وهي إسبانيا وجمهورية البندقية، بأنها مهددة بشكل متزايد من قبل العثمانيين والقراصنة الشمال أفريقيين. وتفاقم هذا الخطر عندما استولى بيالي باشا على جزر البليار عام 1558 م وقام بمعية درغوث باشا بغارات على السواحل المتوسطية الإسبانية. قرر الملك الإسباني فيليب الثاني الرد على ذلك، فدعا البابا بولس الرابع وحلفاءه الأوروبيين لاستعادة مدينة طرابلس، التي كانت بحوزة فرسان القديس يوحنا حتى أغسطس 1551 م، عندما استولى عليها درغوث باشا، وهو الإنجاز الذي جعل السلطان العثماني سليمان القانوني يمنحه لقب باي طرابلس. فحدثت معركة جربة وهي معركة بحرية وقعت بين 9 و14 مايو 1560 م، حيث تحارب أسطول الدولة العثمانية، بقيادة بيالي باشا ودرغوث باشا مع أسطول أوروبي تألف أساسًا من سفن إسبانية ونابولية وصقلية ومالطية.

## المملكة التونسية الحسينية
بدئت سيطرة الدولة العثمانية منذ عام 1574 حيث كان آخر عام لحكم الحفصيين في تونس. فتحولت أفريقيا الشمالية إلى ولاية من ولايات الدولة العثمانية. ومنذ عام 1590 بدأ الأتراك يحكمون تونس بواسطة «الداي» وبعده «الباي» حكم الداي من 1598 إلى 1630 والباي من 1631 إلى 1702. وبعد ثلاث سنوات سيطر الباي حسين على السلطة، وأسس أسرة مالكة عرفت بالأسرة الحسينية التي ظلت تتوارث السلطة حتى استقلال تونس في عام 1956.
ولقد تميزت هذه الفترة بصراعٍ خفي في السلطة بين القوى المحلية والقوى العثمانية وبمجيء الباي حسين حاول كسب نوع من الاستقلال الذاتي فزاد من عدد الموظفين ودعم اللغة العربية ورجال الدين، وأهم ما يميز هذه الأسرة الحسينية في القرن التاسع عشر موجة الإصلاحات الكبيرة التي حدثت في حقول الإدارة والجيش وغيرها، وذلك في عهد أحمد باشا باي (1837 ـ 1855) الذي شيد قصر باردو التاريخي الشهير. وكان من أهم رموز التغيير والإصلاح خير الدين التونسي المتحدر من أصول شركسية
سنة 1574 أطرد سنان باشا قائد الأسطول البحري العثماني الغزاة الأسبان وقٌضى على ما بقي من الدولة الحفصية، وحوّل أفريقية إلى ولاية تابعة للإمبراطورية العثمانية «الباب العالي»، يحكمها الباشا (ضابط كبير) - باسم السلطان العثماني - ويساعده الديوان (وهو مجلس عسكري أعضاؤه ضباط كبار).

### عهد الباشوات (1574-1591)
بعد نجاح حملة سنان باشا على أفريقية (تونس حاليا) سنة 1574 قام هذا الأخير بطرد الإسبان ونفي العائلة الحفصية وعلى رأسهم السلطان محمد الحفصي إلى إيطاليا منهيا بذلك الدولة الحفصية التي دامت لأكثر من 3 قرون وعلى اثر ذلك حول سنان باشا افريقية ايالة عثمانية المسماة بإيالة تونس وقد كانت إلى حدود سنة 1584 تابعة لبيلربي المقيم بالجزائر ومن ثم أصبحت مرتبطة مباشرة بالدولة العثمانية.يشرف على تسيير شؤون الإيالة الباشا وإلى جانبه نجد الداي والأغا إضافة إلى سلطات سياسية ودينية ومدنية أخرى.

#### المؤسسات السياسية
- الباشا هو الممثل الرسمي للسلطان العثماني على رأس الإيالة، يتم تعيين الباشا من طرف الباب العالي لمدة 3 سنوات، وقد أسندت إليه مهمة دفع رواتب الجنود الانكشارية وإدارة شؤون البلاد ويتم تسخير للباشا مستشارين ومنزلا مدنيا.
- المستشارون عددهم 5 ويتم تعيينهم من قبل الباشا وهم على التوالي:

1. وكيل الخرج (أمين مال الحرب والبحرية)
2. الخزندار
3. خوجة الخيل (مدير الحرس وأملاك الدولة)
4. الأغا (القائد الأعلى للميليشية الانكشارية والمستشار في الشؤون الخارجية)
5. البيت المالي (المكلف بإدارة الأحباس والاملاك العمومية)

- المنزل المدني يتألف هذا المنزل من ملازم المسمى بالخليفة ومعهود إليه الإدارة، الباش كاتب وهو المسؤول على المراسلات والسفير أو الباش سيار في كل مايتعلق بالسفارة والشؤون الخارجية
- الديوان وهو عبارة عن مجلس يترأسه الأغا بحضور كل من الباشا الداي الباي القابودان رايس الكاهية 120 أوضباشي 24 بلوكباشي الضباط المتقاعدين (الملقبين بالمنصور أغا) 2كتاب (الملقبين بدفتر دار) و6 شاوش كرسي ويتم طرح المشاكل الإدارية السياسية القضائية والاجتماعية خلال 3 أيام في الأسبوع
- الداي والجيش الانكشاري قبل مغادرة تونس سنة 1574، أبقى سنان باشا 4000 جندي انكشاري وقد تم تقسيمهم إلى 40 فرقة وكل فرقة متكونة من 100 جندي انكشاري عين على رأسها داي. وتختلف الدرجات ورتب في سلك الجيش الانكشاري اذ نجد في القاعدة الهرمية اليولداش أو المحاربين يخضعون للأوضباشية وهم رؤساء الغرف والاوضباشية بدورها تحت سلطة البلوكباشية وهم النقباء وفي اعلى الهرم نجد الاغا وهو القائد الاعلى للمليشية كما أشرنا في السابق. تتوزع هذه الطبقة السياسية العسكرية بين الحاضرة (تونس) والمناطق الداخلية وعهد للجيش الانكشاري القيام بحملتين داخل البلاد (تسمى كل حملة بمحلة) وذلك لعدة أغراض من بينها محاربة القبائل الثائرة قضد المحافظة على أمن البلاد كذلك جمع الضرائب بقيادة الباي (يعرف أيضا بباي المحلة أو أمير اللواء)
- قبودان رايس في ما يتعلق بالشؤون البحرية والتنافس المتوسطي فقد كانت هذه المهمات من نصيب القابودان رايس نقصد بها مجموعة القباطنة والبحارة ذو أصل تركي يوناني أو إيطالي كما وجب على القباطنة فك النزاعات في ما بينهم ويمكن الإشارة إلى ان هذه المؤسسة السياسية لعبت دورا فعالا في المجالين الاقتصادي والسياسي
- قوات مساعدة قصد المحافظة على أمن الإيالة، تواصلت السياسة الدفاعية الحفصية المتمثلة في الاعتماد على المخازن إضافة إلى القوات المساعدة المتحركة وقد تمتعت هذه القوى بالعديد من الامتيازات خاصة منها الأعفاء الجبائي.

#### المؤسسات الدينية
ترجع الشؤون القضائية إلى قاضي ديني الذي يصدر أحكام اعتمادا للشريعة الإسلامية ويساعده في أداء مهامه المفتي وقد وجد عهد الباشوات 4 مفتيين مالكيين تم تعويض اثنين منهم بمفتيين حنفيين وذلك في عهد أسطا مراد (فترة الدايات)

#### المؤسسات المدنية
في المدن الكبرى، وكلت الشرطة المدنية والإدارة البلدية إلى شيخ المدينة يساعده شيوخ الأحياء

#### مساوء حكم الباشوات وإندلاع ثورة 1591
لقد كان هم الباشوات تكوين ثروة من خلال منصابهم خصوصا وأنهم يتمتعون بالنفوذ المطلق والامتيازات المبالغ فيها وقد تم توظيف هذا النفوذ في ارتكاب التجاوزات كذلك شأن أصحاب المناصب الرفيعة وقد ألحقت أضرار بسكان الإيالة حتى ان البعض منهم توجهوا إلى الباب العالي لوضع حد للباشوات لكن الانكشارية وضربت مصالحهم الخاصة عندها قام الضباط الصغار في 29 أكتوبر 1591 بثورة في تونس بقيادة 40 داي وقد تم الاتفاق مع وكيل الحرج طبال رجب الذي غاب عن الديوان في ذلك اليوم قصد إبقاء مخزن الاسلحة مغلقا فلا يمكن لاعضاء الديوان المدافعة على نفسهم وهجم الضباط الصغارعلى الديوان وذبحوا أعضائه بمن فيهم الباشا والأغا الاوضباشية والبلوكباشية وعلى اثر هذه الأحداث تراجعت سلطة الباشوات لفائدة سلطة صاعدة جديدة وهي الدايات

#### آثار انهيار الدولة الحفصية
بعد إلغاء سنان باشا حكم الحفص وجعل من تونس ايالة عثمانية طرأت تحويلات على مختلف المجالات:
- في المجال السياسي بعد الصراع العثماني الأسباني حولت تونس كولاية عثمانية التابعة للدولة العثمانية وبذلك فقدت تونس سيادتها بعد ان كانت دولة ذات قوة وشأن وتسير الإيالة سلط غير مرتكزة مستندة إلى حكم الأقلية التركية.
- في المجال الاقتصادي كسبت تونس علاقات اقتصادية جديدة مع الشرق خاصة مع القسطنطينية وهو ما ساهم إلى جانب تعدد الموانى التجارية في تنشيط التجارة الخارجية والدخول في التنافس المتوسطي الذي يرجع في المنفعة في دخول المنتجات الأورزبية إلى الأسواق التونسية.
- في المجال الأجتماعي حافظت القبائل الداخلية على عاداتها وتقاليدها والتي مازالت مستقلة لدورها عن السلطة السياسية وبالنسبة للسكان المدن فقد اندمجوا في الحياة الاقتصادية والاجتماعية الجديدة خصوصا وان العناصر التركية استقرت في هذه المناطق مما ادى إلى الانصهار السياسي والثقافي وقد انبثق عن هذا الانصهار بروز طبقة جديدة وهي طبقة الكرغليين (نقصد بها كل طفل من أب تركي وأم تونسية).
- في المجال الديني مازال المذهب المالكي سائد في الإيالة لكن مقابل ذلك صعود مذهب جديد وهو المذهب الحانفي الذي ولج في المؤسسات الشرعية.

#### قائمة باشوات تونس (إلى حدود 1591)
- حيدر باشا 1574-1575
- رجب باشا 1575-1579
- رمضان باشا 1575- ...
- جعفر باشا 1579-1581
- مصطفى باشا 1581-1585
- حسن باشا 1585-1587
- محمد باشا 1587-1590
- جعفر باشا 1590-1591

### عهد الدايات (1591-1631)
سنة 1590 نفّذ الدايات (وهم ضباط صغار) انقلابا عسكريا ضدّ الضباط الكبار (الباشا وأعضاء الديوان) وافتكوا منهم الحكم، وفشل الدايات في فرض حكمهم العسكري الجماعي، وكان عثمان داي هو أوّل داي ينفرد بالحكم، حيث نجح في السيطرة على البلاد ونشر الأمن والازدهار، شجّع القرصنة ضد المسيحيين الأوروبيين وجمع منها أموالا طائلة، وشجّع توافد الأندلسيين إلى أفريقية.

### عهد البايات المراديين (1631- 1702)
انطلق العهد المرادي من حكم وراثي اتصلت تجربته السلالية بملوك من أصول كورسيكية نسبة إلى جزيرة كورسيكا ويدعى المؤسس مراد كورسو امتلكه رمضان باي (1598 - 1613) وهو أول من تولى قيادة المحلة ذلك الجهاز الجبائي والعسكري الموروث عن الحفصيين يجمع ضرائب مفروضة على دواخل البلاد وقد تمكن كورسو من قيادة المحلة خلال عشرينات القرن السابع عشر وقام بتوريثها لابنه الوحيد محمد بن مراد باي المعروف بحمودة مكتفيا بمنصب الباشا الذي جد في طلبه من الباب العالي وتحصل عليه سنة 1631.
سلك المراديون سياسة ملكية أعادت الحياة للتقاليد السياسية الحفصية فقد توارثوا خطة قيادة المحلة واعتمدوا على مداخيل الجباية وانفتحوا على رؤساء التجمعات الداخلية ومتنوا روابطهم المصلحية بهم وتحالفوا مع عدة قبائل ذات تقاليد عريقة في الخدمة المخزنية مثل قبيلة دريد وذلك لاخضاع القبائل الخارجة عن سلطة الدولة وبذلك تراجعت سلطة الدايات لتقوم سلطة البايات المراديين.
شهد النظام المرادي خلال الربع الأخير من القرن السابع عشر أزمة حادة تضافرت على تعميقها عدة عوامل اقتصادية واجتماعية نذكر من بينها تراجع المبادلات وتدني الإنتاج وظهور المجاعات والأوبئة من 1676-1689 واندلاع الصراعات الداخلية التي أججها تنافس الأخوين محمد وعلي إبني مراد الثاني للانفراد بالحكم وقد تسببت تلك الأزمة الحادة في أعلى هرم السلطة في تدخل «أوجاق الغرابة» أي الفيالق العسكرية الخاصة بإيالة الجزائر ويتعلق الأمر بانكشارية الجزائر وقسنطينة أساسا. في ثلاث مناسبات وذلك خلال أقل من عقدين من الزمن في سنوات 1686-1694 و1705 واستفحلت الفوضى نتيجة لسياسة الباي مراد الثالث (1699-1702) المزاجية والدموية وقد استغل أغا الصبايحية داخل الوجق إبراهيم الشريف تلك الفرصة لإزاحة جميع أفراد البيت المرادي وإعادة الحكم بعد استئصالهم بيد ممثلي الوجق التركي.

### عهد البايات الحسينيين (1705 - 1881)
اثر مقتل إبراهيم الشريف بايع أعيان مدينة تونس حسين بن على حاكما على أفريقية، وهو مؤسس الدولة الحسينية، والذي فرض حكما وراثيا ويعتمد على الأهالي ويقلص نفوذ العسكريين الأتراك. علي باشا ابن أخ حسين بن على وأول ولي للعهد يثور على عمه السبب تنحيته من ولاية العهد لفائدة محمد بن حسين بن علي